# Явор Георгиев
Явор Веселинов Георгиев, познат като Явор Веселинов, е български писател, сценарист и продуцент.

## Биография
Роден е на 13 декември 1975 г. в кв. Драгалевци, София, където израства. Завършва 22. СУ „Георги С. Раковски“ в София. По това време пише кратки разкази и поезия. Преди отбиване на военна служба през 1994 г. кандидатства за участие в конкурсен сборник с разкази към издателство „Христо Ботев“. След отбиване на военна служба, през 1996 г. записва ветеринарна медицина към Ветеринарния факултет на Лесотехническия университет в София. През това време работи в строителството и стажува като помощник в различни ветеринарни практики.
По време на следването създава студентска театрална група „Cauda equina“, с която прави представления на пиеси, създадени по негови текстове в рими. По това време пише и развива своя дебютен роман „Самоубийци“.
След завършването си създава собствена ветеринарна практика, „Грижа за тях“, в родното си място – кв. Драгалевци, София.
Понякога използва псевдонима Ян Ван Сейл (Yan Van Sale).

## Творчество
През 2011 г. издава дебютния си роман „Самоубийци“ в издателство „Захарий Стоянов“. По това време се запознава с българската поетеса Маргарита Петкова, която става редактор на романа.
През 2012 г. издава втория си роман, „Ноември“, който е харесан и издаден от издателство „Рой Букс“ – София, клон на издателство „Рой Публикейшън“, създаден именно заради тази книга. В „Ноември“, който е криминален роман с елементи на еротика, са включени откъси от стихове на Маргарита Петкова.
През 2013 г. издава третия си роман – „Сънища“. История, която автора създава след един свой сън, който драматично го събужда в нощта.
През 2014 г. излиза четвъртият роман – „Несподелено“, и второто издание на „Самоубийци“, с нова корица и редакция. Романът „Несподелено“ проследява преломната съдба на млада българска манекенка.
През същата 2014 г. Явор Веселинов, заедно с режисьора Андрей Андонов, създава филмова продуцентска къща „Егрегор филмс“, както и първия си съсценарий за игралния и изцяло независим, пълнометражен филм „Никой“.
През 2015 г. издава петия си роман „Сурогат“, засягащ световния проблем на сурогатството, показан през личната драма и история на една млада българка.
През 2015 г. създава нискобюджетния игрален филм „Самотния скиор“, под псевдонима Ян ван Сейл, на който е сценарист, оператор и режисьор.
През 2016 г. излиза „Колко голяма е голямата любов“ – книга, създадена по истинска история и необвързана с издателство, а издадена независимо от поръчителя, преживял историята описана в книгата, която е разказ за любовта между двама млади мъже.
През 2016 г. е и първата официална премиера на филма „Никой“. През същата 2016 г. създава документалния филм „Завръщането към Мусала“, който има благотворителен характер.
През 2016 г. пише сценария по игралния филм „Завещанието на Платон“.
През 2017 г. издава романите „Улица „Айнщайн“ и биографичния роман „Моторист“ за легендата в българския мотокрос Димитър Рангелов.
През 2018 г. излиза документалният му филм за родния квартал на писателя – „Истината за Драгалевци“.
През 2019 г. излиза от печат романа „Пазителят“ – книга първа от трилогията „отвъд Апокалипсиса“...
През 2020 г. излезе от печат романът „Детето на Апокалипсиса“ – втората книга от трилогията „отвъд Апокалипсиса“.
През 2021 г. на книжния пазар се появи „Бъдеще в Апокалипсиса“ – третата книга от трилогията, която завършва поредицата, но авторът е оставил отворен край...
В същата година, авторът осъществи издаването за първи път на български език на „Изкуството на драматичното писане“ на Лайош Егри.
През 2022 г. е публикуван романът „Тя четеше „Поручик Бенц“ – драматична любовна история, правеща далечна връзка с роман на Димитър Димов.

## Книги

### Романи
- „Самоубийци“, София, изд. Захарий Стоянов, 2011, 280 стр. (ISBN:9789540905884)[2]
- „Ноември“, София, изд. ROI book, 2012, 296 стр. (ISBN 978-954-9335-23-1)
- „Сънища“, София, изд. ROI book, 2012, 336 стр. (ISBN 978-954-9335-26-2)
- „Несподелено“, София, изд. ROI book, 2014, 344 стр. (ISBN 978-954-9335-32-3)
- „Самоубийци“ – второ издание, София, изд. ROI book, 2014, 278 стр. (ISBN 978-954-9335-34-7)
- „Сурогат“, София, изд. ROI book, 2015, 288 стр. (ISBN 978-954-9335-36-1)
- „Колко голяма е голямата любов?“, София, изд.N/A, 2015, 224 стр. (ISBN 8100109141078)
- "Улица „Айнщайн“, София, 2017
- „Моторист“, София, 2017
- „Пазителят“, София, 2019
- „Детето на Апокалипсиса“, София, 2020
- „Бъдеще в Апокалипсиса“, София, 2021
- „Тя четеше „Поручик Бенц“, София, 2022

### Преведени на английски език
- Suicides Kindle Edition (ASIN: B0097NP9HA)
- Dreams (ASIN: B017P2PCKS)
- November (ASIN: B017OMXR1K)
- SURROGATE (ASIN: B01MECI852)